# 옌팅크날다람쥐
옌팅크날다람쥐(Hylopetes platyurus)는 다람쥐과에 속하는 설치류이다. 인도네시아와 말레이시아의 토착종이다.

## 특징
꼬리 길이 11.8~12cm를 제외한 몸길이가 11.7~13.5cm이다. 등 쪽은 거무스레하거나 짙은 회갈색을 띠고, 배 쪽은 희다.

## 분포 및 서식지
말레이반도와 수마트라섬의 평원과 산악 지대의 상록수림과 농경지, 마을 근처에서 서식한다.

## 생태
야행성 동물이며, 주로 저지대 습윤 우림 지대에서 서식하지만 서식지 교란에 상당한 내성을 갖고 있는 것으로 추정된다.